# 대일화학공업
대일화학공업은 대한민국의 의약품 제조업체이다. 대한민국에서 반창고의 보통명칭화된 제품 '대일밴드'를 판매 및 제조하는 것으로 잘 알려져 있다. 2013년 생활용품 업체인 크리오에 인수됐다.